# Bahr el Ghazalfloden
Bahr el Ghazal (arabisk:بحر الغزال) eller Naamfloden (Nuer) er en flod i Sydsudan. Den sydsudanesiske region Bahr el Ghazal har fået sit navn fra floden.
Bahr el Ghazal er den vigtigste vestlige biflod til Nilen. Den er 716 km lang, og løber gennem Sudd-vådområderne til Nosøen, hvor den løber ud i Den Hvide Nil.

## Hydrologi
Bahr el Ghazals afvandingsområde er det største af alle Nilens underbassiner med et areal på 520.000 km2 men den bidrager med en relativt lille mængde vand, omkring 2m³/sek. årligt på grund af de store mængder vand, der går tabt i Sudd-vådområderne. Sæsonmæssigt varierer flodens udledning fra ingenting til 48 m³/sek.
Ifølge nogle kilder dannes floden ved sammenløbet af Jur- og Bahr al-Arab- floderne. Andre nyere kilder siger dog, at floden har sit udspring i Sudd-vådområderne uden nogen definitiv kilde, at Jur-floden løber ud ved Ambadi-søen, og at Bahr al-Arab løber ud nedenfor Flodens afvandingsområde, inklusive dens bifloder, er 851.459 km2 og strækker sig mod vest til grænsen til Den Centralafrikanske Republik og nordvestpå til Darfurregionen.

## Historie
Floden blev først kortlagt i 1772 af den franske geograf Jean-Baptiste Bourguignon d'Anville, selvom den var vagt kendt af tidlige græske geografer.